# PAGU
Projektions-AG „Union“, ähnlich wie UFA zumeist unter einem Versalien-Kürzel, PAGU, geführt, war eine deutsche Filmproduktionsfirma, die von 1906 (bzw. 1909) bis 1922 existierte und im ausgehenden Kaiserreich zu den wichtigsten Filmgesellschaften des Landes zählte. Unter dem PAGU-Dach arbeiteten Regisseure wie Max Reinhardt, Joe May, Urban Gad, Max Mack, Rochus Gliese, Georg Jacoby, Arthur von Gerlach, Berthold Viertel sowie mehrfach Richard Oswald, Paul Leni und vor allem Ernst Lubitsch, die allesamt bei der PAGU erstmals Regie führen durften. Lubitsch arbeitete für die PAGU exklusiv seit seinem Debüt als Filmschauspieler 1913 bis zum Jahr 1921. Zu den unter PAGU-Vertrag stehenden Leinwandstars zählten unter anderem Asta Nielsen, Max Landa, Rudolf Schildkraut, Alfred Abel, Hanni Weisse, Erna Morena und zuletzt auch Paul Wegener.

## Geschichte
Die PAGU gilt als die erste deutsche Filmgesellschaft, die sich gleichzeitig mit der Herstellung von Filmen, ihrem Verleih und dem Betrieb von Lichtspieltheatern (Kinos) befasste. Der Ostpreuße Paul Davidson wurde die zentrale Persönlichkeit dieses Großunternehmens und nach Oskar Messter die wohl maßgeblichste Filmproduzentenpersönlichkeit des deutschen Kaiserreichs. Davidson gründete in Frankfurt am Main im März 1906 die Vorläufergesellschaft „Allgemeine Kinematographen Ges. Union-Theater für lebende und Tonbilder GmbH“ mit einem Stammkapital von 20.000 Reichsmark. Ein Jahr später etablierte er sein erstes immobiles Kino in Mannheim. Es folgten weitere Lichtspieltheater in Ludwigshafen, Düsseldorf und Essen. Am 4. September 1909 wurde die Firma zur Aktiengesellschaft Projektions-AG „Union“ (PAGU) umgewandelt. PAGU war damit die erste deutsche Aktiengesellschaft, die sich mit der Herstellung und dem Verleih bewegter Bilder, später „Filme“ genannt, befasste. Um in der Reichshauptstadt Berlin auch eine exklusive Abspielstätte für die eigenen Zelluloidprodukte zur ständigen Verfügung zu haben, etablierte Davidsons PAGU mit dem U.T., dem Kürzel für „Union-Theater“, am Alexanderplatz ein eigenes Kino.
Befasste sich die PAGU im ersten Jahrzehnt des 20. Jahrhunderts nahezu ausschließlich mit der Herstellung von kurzen Filmdokumentationen, so sollte sich dies ab den frühen 1910er Jahren ändern. Mit dem dänischen Film Abgründe, in dem die Bühnenkünstlerin Asta Nielsen ihren erfolgreichen Einstand vor der Kamera absolvierte, startete die PAGU auf effiziente Weise ihr Geschäft als Verleihgesellschaft für Spielfilme. Davidson beteiligte sich nunmehr auch an der Internationalen Film-Vertriebsgesellschaft, die europaweit die Rechte für „Afgrunden“, so der Originaltitel, besaß. Bald hatte sich die PAGU nach Messters Produktionsfirma zur bedeutendsten Filmgesellschaft der Kaiserzeit gemausert. Mit dem Umzug der Firmenzentrale nach Berlin 1913 konnte die PAGU ihren Erfolgsweg fortsetzen. In diesem Jahr begann Davidson mit der Herstellung künstlerisch wie kommerziell äußerst erfolgreicher Filme und sicherte sich dafür auch führende Kräfte des deutschen Theaters. Mit Ernst Lubitsch, Max Reinhardt und vor allem mit Asta Nielsen hatte er zu diesem Zeitpunkt gleich drei überragende Persönlichkeiten unter Vertrag genommen. In der Branche hieß es damals: „Was dem Messter seine Henny, das ist dem Davidson seine Asta“. Im darauffolgenden Jahr 1914 folgten noch die Regisseure Richard Oswald und Max Mack, die vor allem während des Ersten Weltkriegs für volle Kassen bei der PAGU sorgten.
Im Januar 1914 kam es zu der ersten wichtigen Fusion der PAGU mit einer weiteren bedeutenden Filmproduktionsfirma. Um Synergieeffekte zu nutzen, verschmolzen die Vitascope GmbH Jules Greenbaums, die im Jahr zuvor mit dem psychologisierenden Albert-Bassermann-Drama Der Andere Furore gemacht hatte, und der PAGU. Das gesamte Vermögen der Vitascope (weitere Schreibweise auch Vitaskop) ging in den Besitz der PAGU über, wie die Fachpublikation „Das Lichtbildtheater“ in ihrer Ausgabe Nr. 4 aus dem Jahre 1914 vermeldete. Weiters heißt es in derselben Meldung: „Die Herren Jules Greenbaum, Max Grünbaum und Hermann Fellner treten in die Leitung der Projektions-Aktiengesellschaft Union ein. (…) Die Vitaskop G.m.b.H. hatte bisher in Weissensee eine neue Filmfabrikationswerkstätte, in der eine Tagesproduktion von 100.000 Meter Film hergestellt werden konnte. Nach der Verschmelzung beider Unternehmen kann die Gesamtproduktion pro Film an Tag auf 150.000 Meter gesteigert werden. Für den Zusammenschluß war in erster Linie eine Verbilligung der gemeinschaftlichen Spesen maßgebend. Es ist beabsichtigt, daß die Projektions-A.G. Union ihr Aktienkapital, das bisher 1,5 Millionen Mark betrug, um ca. 750.000 Mark erhöht.“ Der Name Vitaskop sollte vorerst beibehalten werden, verschwand aber schließlich mit dem Ende des Jahres 1914.
In der frühen Phase des Ersten Weltkrieges geriet Davidsons Firma vorübergehend in eine finanzielle Schieflage, die den Generaldirektor dazu nötigte, im August 1915 die „Union“-Kinos an die dänische Konkurrenz Nordisk zu veräußern. Vor allem Lubitsch, zunächst als Schauspieler, bald darauf aber auch als Regisseur in Diensten der Firma, blieb der PAGU, seit er von dieser Gesellschaft 1913 seine erste Filmrolle erhalten hatte, bis kurz vor seiner Abreise nach Hollywood treu und galt mit aufwendigen Spitzenproduktionen wie Die Augen der Mumie Ma, Carmen, Madame Dubarry und Anna Boleyn bis zuletzt als Kassenerfolgsgarant. In der Endphase des Krieges hatte die PAGU in Berlin-Tempelhof ein neues Atelier errichtet. Infolge der Gründung der UFA im Dezember 1917 wurden die PAGU und der U.T.-Konzern gemeinsam mit der Nordisk vom neuen Großkonzern absorbiert. Mit Paul Wegeners Der Golem, wie er in die Welt kam gelang der PAGU 1920 ein künstlerischer wie finanzieller Coup. Bis zum Ende desselben Jahres erschien die PAGU noch als Markenname der UFA, doch mit dem Ausscheiden Davidsons und Lubitschs, der 1921 seine eigene Produktionsfirma gründete, verschwand auch das zu diesem Zeitpunkt berühmte Kürzel.
Die letzte PAGU-Produktion wurde 1922 Berthold Viertels Ibsen-Verfilmung Nora, die 1925 von der Filmzensur verbotene PAGU-Produktion „Muß die Frau Mutter werden?“ ist lediglich eine 1924 vorgenommene Neuschnittfassung der Inszenierung Moral und Sinnlichkeit von Georg Jacoby aus dem Jahre 1919.

## Die Nachfolgefirmen
Es gab drei nachfolgende Aktiengesellschaften unter Beibehaltung des eingeführten Namens.
Am 11. August 1922 erfolgte die erste Neugründung. Die Gründer waren die frühere PAGU und jetzige Universum-Film AG, die Universum-Film Verleih GmbH, die Bodengesellschaft „Süden“, die Decla Lichtspiel GmbH und die U.T. Theater GmbH. Der Rechtsanwalt Hermann Zimmer wurde alleiniger Vorstand. Ab Februar 1923 leiteten die Ufa-Direktoren Erich Pommer und Eugen Stauß die AG als Vorstand.
Am 21. März 1924 wurde eine weitere Projektions-Aktiengesellschaft Union ins Leben gerufen. Als Gründer waren die Universum-Film AG, die Universum-Film Verleih GmbH, die Bank für Grundbesitz und Handel AG, die Decla-Bioscop GmbH und die U.T. Theater GmbH beteiligt. Zum Vorstand wurden Wilhelm Heiser und Hermann Zimmer berufen. Erich Pommer und Eugen Stauß traten 1925 deren Nachfolge an.
Die letzte AG entstand durch Gesellschaftsvertrag vom 26. Mai 1926. Gründer waren die Kaufleute Günther Foersterling, Adolf Jaap, Erich Mager, Dagobert Senger und Dr. jur. Georg Wedel. Alleiniger Vorstand war abermals Hermann Zimmer.

## Die wichtigsten PAGU-Filme
- 1907: Hoffmanns Erzählungen: Barcarole (Tonbild)
- 1909: Schlangentänzerin (Die erste eigene Filmaufnahme der PAGU, gedreht auf dem Firmendach in Frankfurt am Main, Kaiserstraße 64)[8]
- 1911: Der fremde Vogel (im Auftrag der PAGU von der Deutschen Bioscop produzierter Asta-Nielsen-Film)
- 1913: Heimat und Fremde (erster PAGU-Spielfilm)
- 1913: Der Shylock von Krakau
- 1913: Die Insel der Seligen
- 1913: Eine venezianische Nacht
- 1913: Die Firma heiratet
- 1913: Die Suffragette
- 1913: S1
- 1913: Die Filmprimadonna
- 1913: Engelein
- 1914: Zapatas Bande
- 1914: Die Geschichte der stillen Mühle
- 1914: Vordertreppe – Hintertreppe
- 1914: Engeleins Hochzeit
- 1914: Der Stolz der Firma
- 1914: Die Tochter der Landstraße
- 1914: Die ewige Nacht
- 1915: Blindekuh
- 1915: Fräulein Seifenschaum
- 1915: Der Tunnel
- 1915: Der Katzensteg
- 1916: Der G.m.b.H.-Tenor
- 1916: Schuhpalast Pinkus
- 1916: Der Yoghi
- 1916: Bogdan Stimoff
- 1917: Der Golem und die Tänzerin
- 1917: Ossi’s Tagebuch
- 1917: Der Blusenkönig
- 1917: Dornröschen
- 1917: Hans Trutz im Schlaraffenland
- 1917: Das fidele Gefängnis
- 1917: Lulu
- 1917: Das Tagebuch des Dr. Hart
- 1918: Der Rattenfänger
- 1918: Die Augen der Mumie Ma
- 1918: Carmen
- 1918: Keimendes Leben (2 Teile)
- 1919: Die Austernprinzessin
- 1919: Die Puppe
- 1919: Der Galeerensträfling (2 Teile)
- 1919: Vendetta
- 1919: Madame Dubarry
- 1920: Der Golem, wie er in die Welt kam
- 1920: Sumurun
- 1920: Anna Boleyn
- 1921: Die Bergkatze
- 1922: Vanina
- 1923: Nora (letzter PAGU-Spielfilm)